# Fiji Sun
Fiji Sun es un periódico que se publica en Fiji desde 1999 y es propiedad de Sun News Limited. Fiji Sun fue fundado por y es parte de CJ. Patel Group.
El Fiji Sun tiene su sala de redacción principal en Suva. Su centro de impresión permanece en los suburbios de Walu Bay, donde fue fundado el periódico en septiembre de 1999.
El Fiji Sun también tiene una edición en línea que se actualiza diariamente. También se publica una edición en papel electrónico.